# 장바티스트클로드 세네

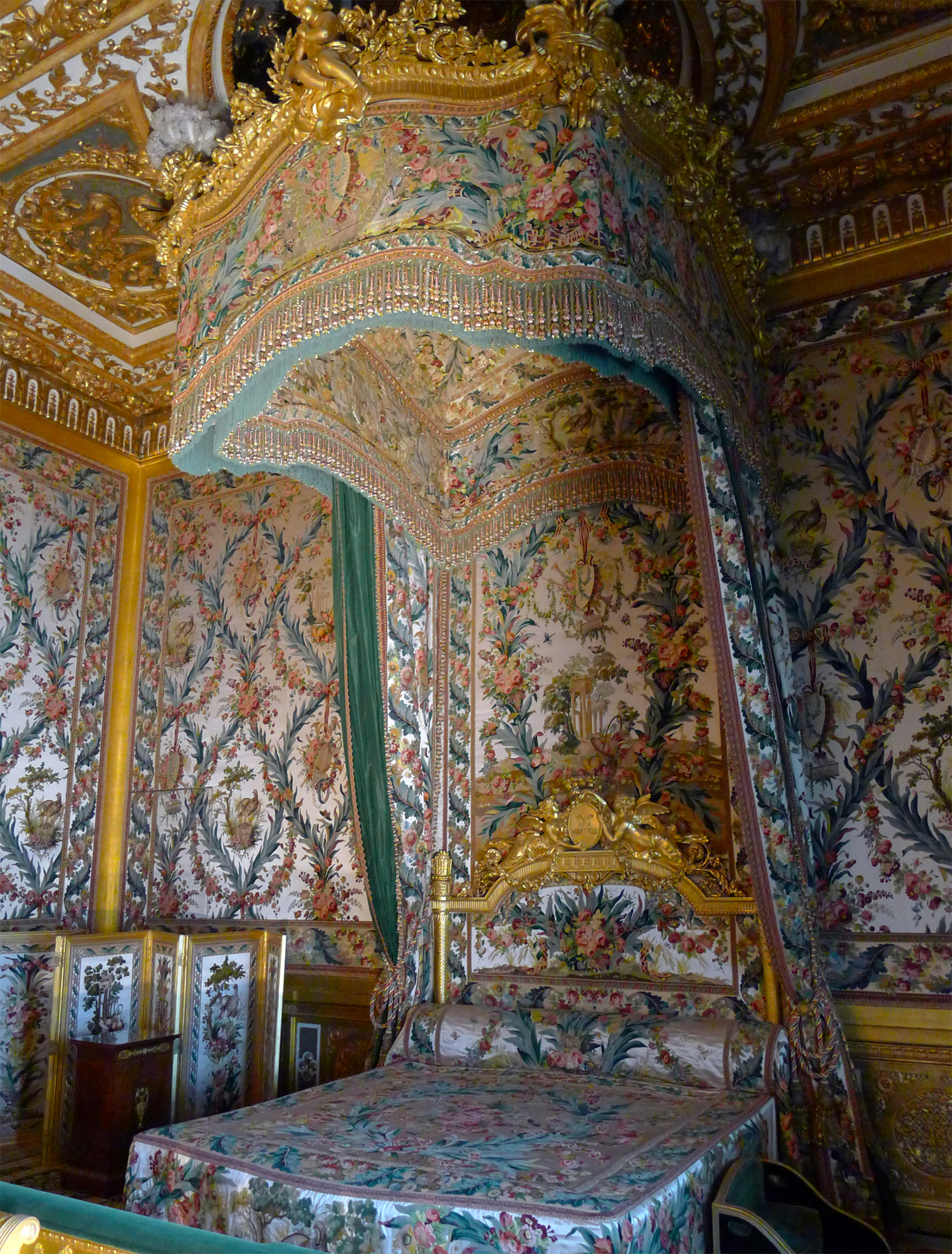
장바티스트클로드 세네가 1787년에 제작한 퐁텐블로 궁전의 마리 앙투아네트 침대

장바티스트클로드 세네(프랑스어: Jean-Baptiste-Claude Séne, 1748년 10월 24일~1803년 2월 10일)는 18세기, 특히 루이 16세 통치 기간에 활동한 프랑스의 가구 제작자이다. 그는 캐비닛을 제작하는 유명한 가구 장인 가문에서 태어났다. 그의 할아버지 장(Jean)은 작업장을 설립하여 1743년 장인 칭호를 얻은 세네의 아버지 클로드 1세(1724~1792)에게 물려주었고 루이 15세를 위해 의자와 안락의자를 만들었다. 장바티스트클로드는 1769년에 거장이 되었다. 그의 동생 클로드 2세도 1769년에 장인이 되었고, 둘 다 루이 16세를 위해 의자를 만들었다.
1785년에 장바티스트클로드는 왕실 가구 창고에 대한 제작자(fournissur)라는 칭호를 얻었고 베르사유 궁전과 퐁텐블로 궁전 그리고 생클로드 궁전의 의자, 안락의자, 발받침대, 벽난로 스크린, 침대 등을 제작했다. 또한 그가 제작한 가구들은 마리 앙투아네트의 개인 아파트에서 두드러지게 나타났다.

## 작품

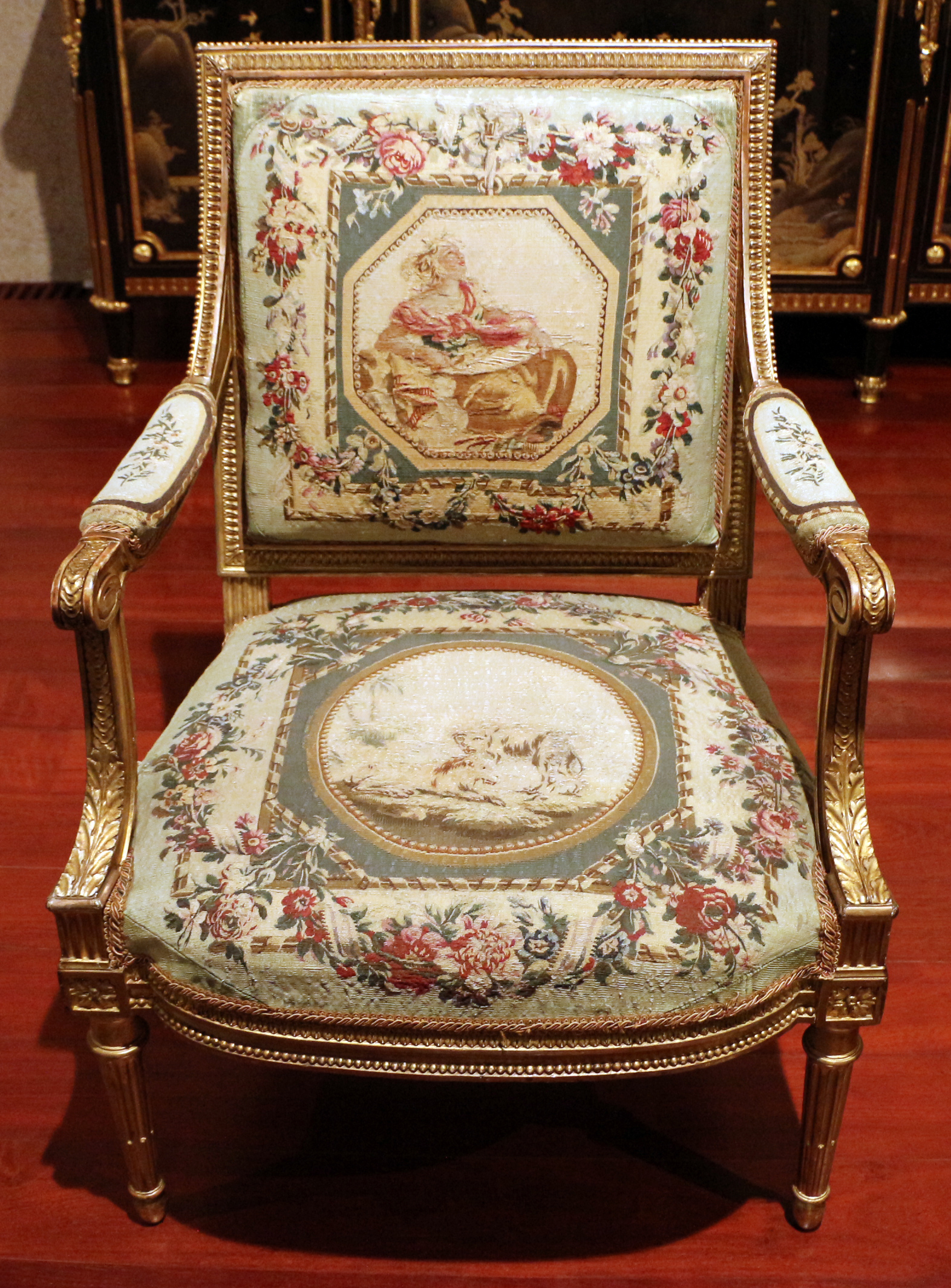
장바티스트클로드 세네의 보베 태피스트리 장식이 있는 안락의자(1780~85년)
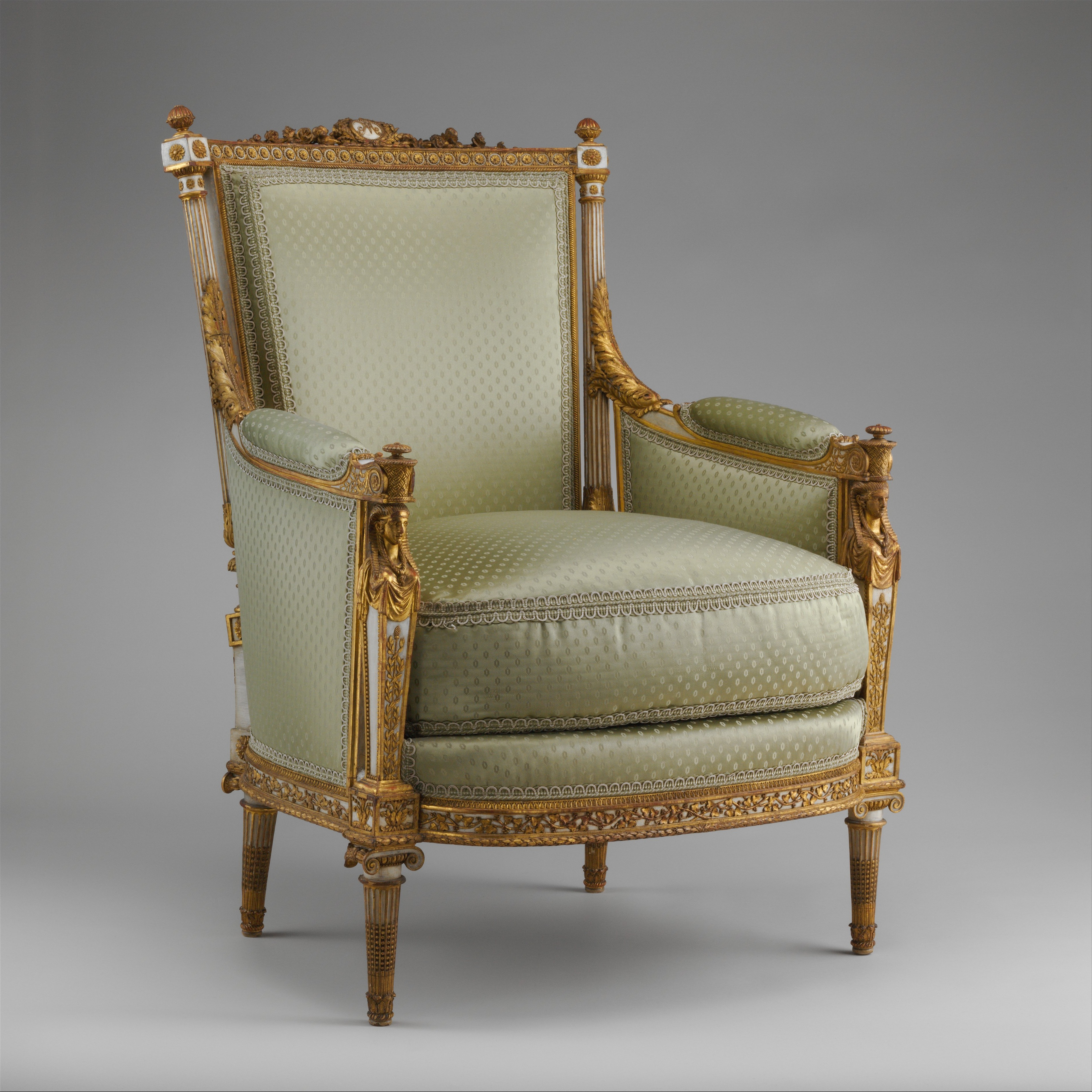
장바티스트클로드 세네가 1788년경에 제작한 팔걸이가 있는 여왕의 의자, 메트로폴리탄 미술관 소장
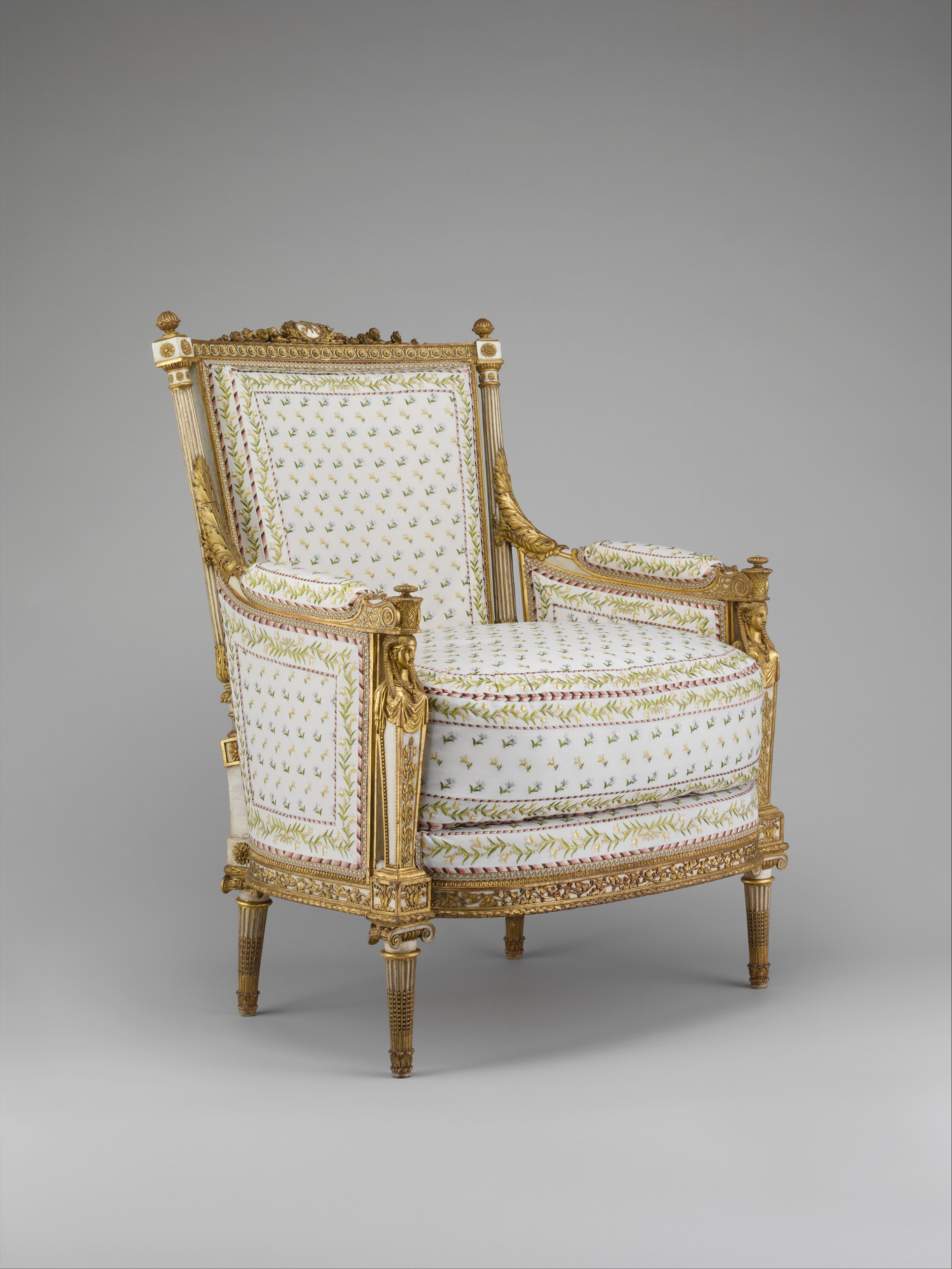
안락의자, 1788년, 메트로폴리탄 미술관 소장
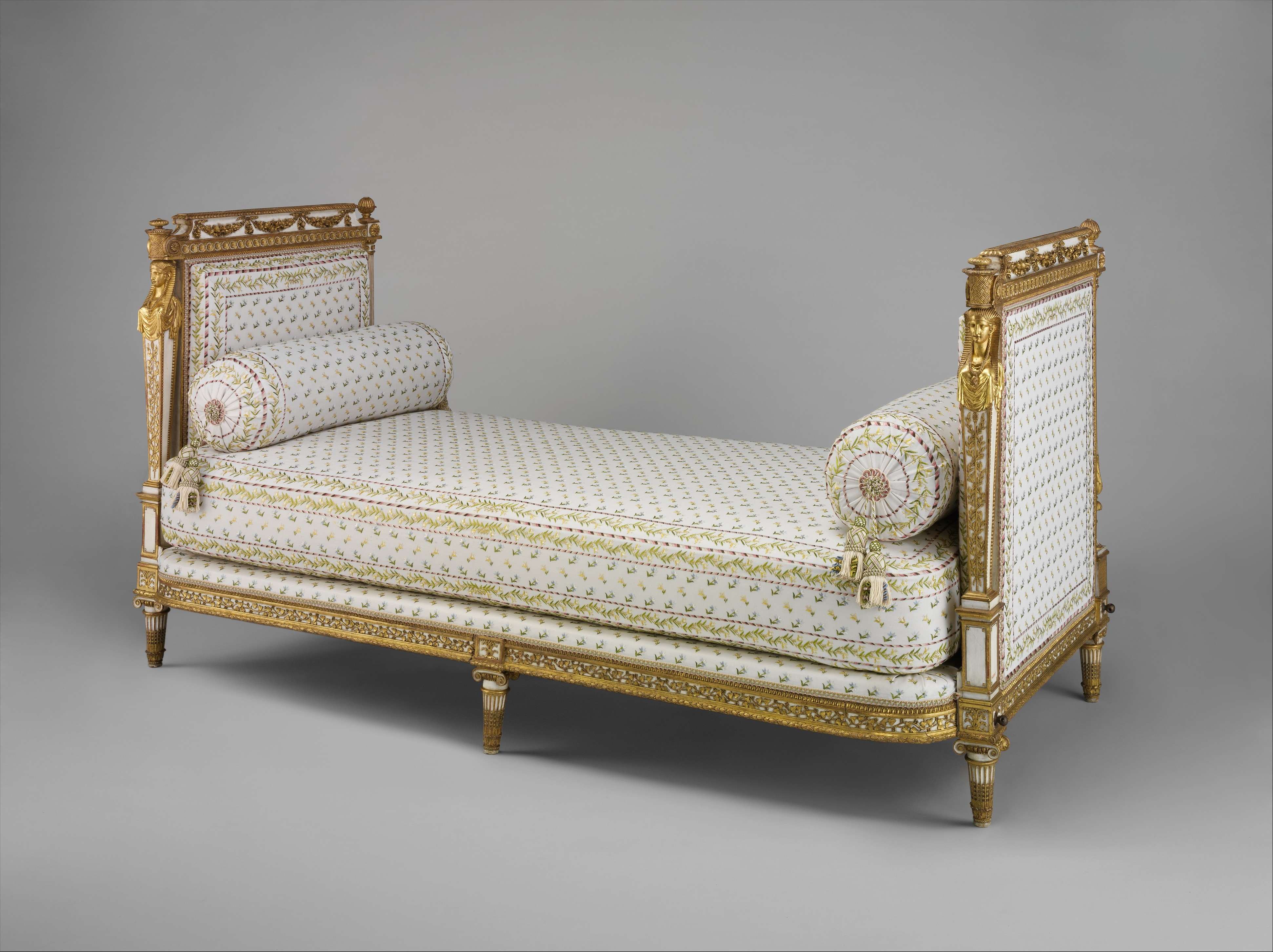
침대, 1788년, 메트로폴리탄 미술관 소장
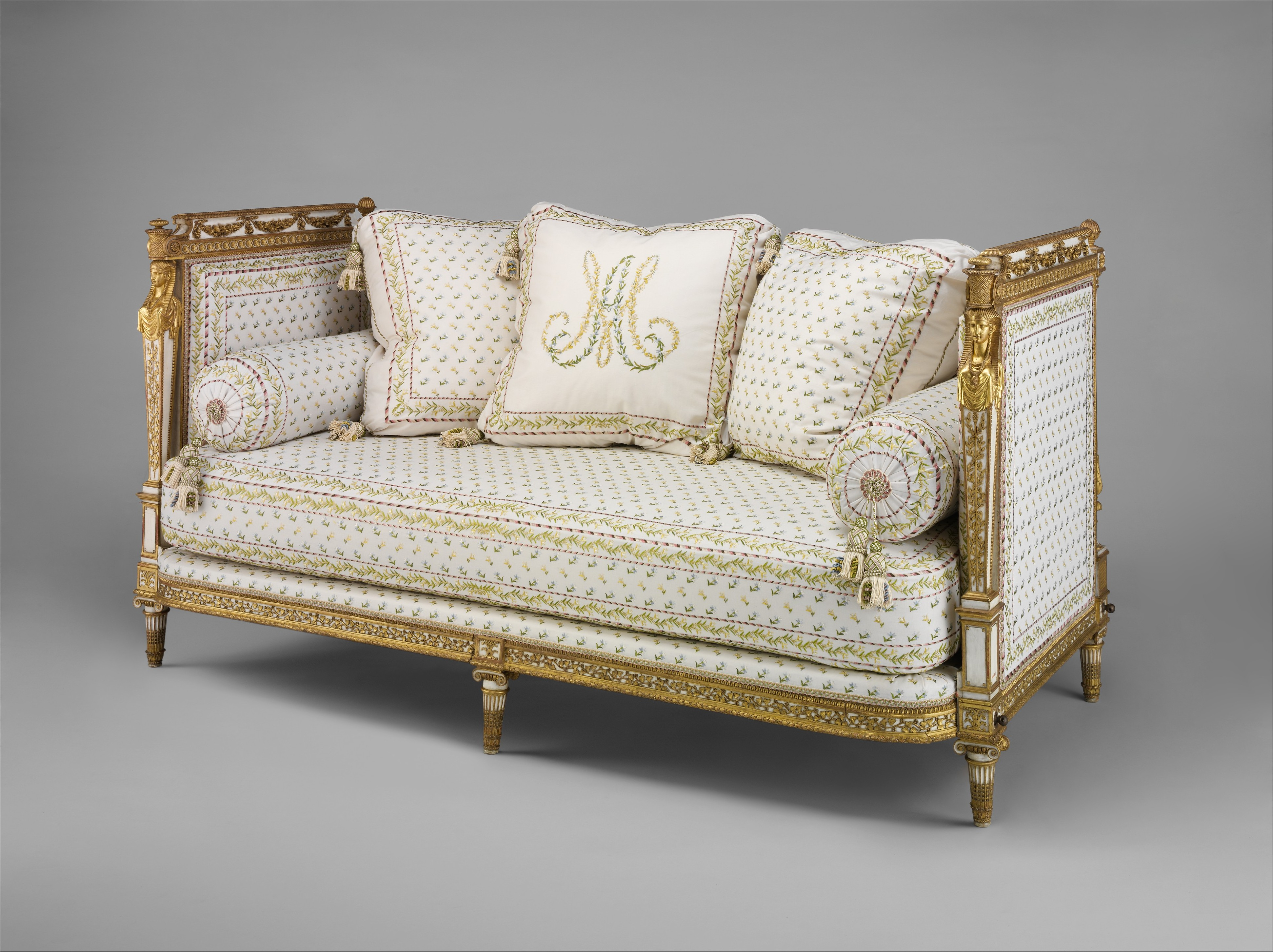
소파 또는 휴식용 침대, 1788년, 메트로폴리탄 미술관 소장
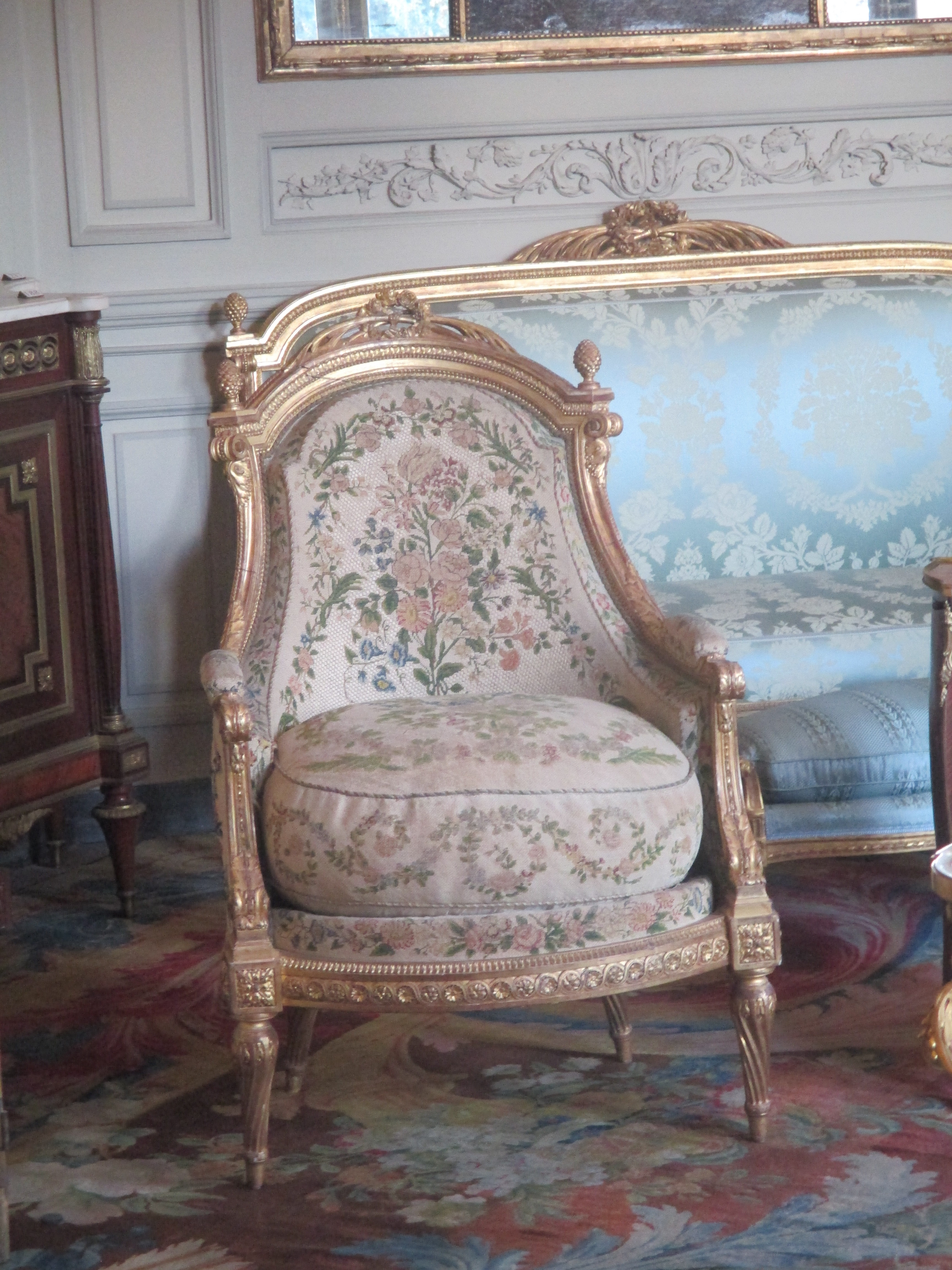
안락의자, 1780년경
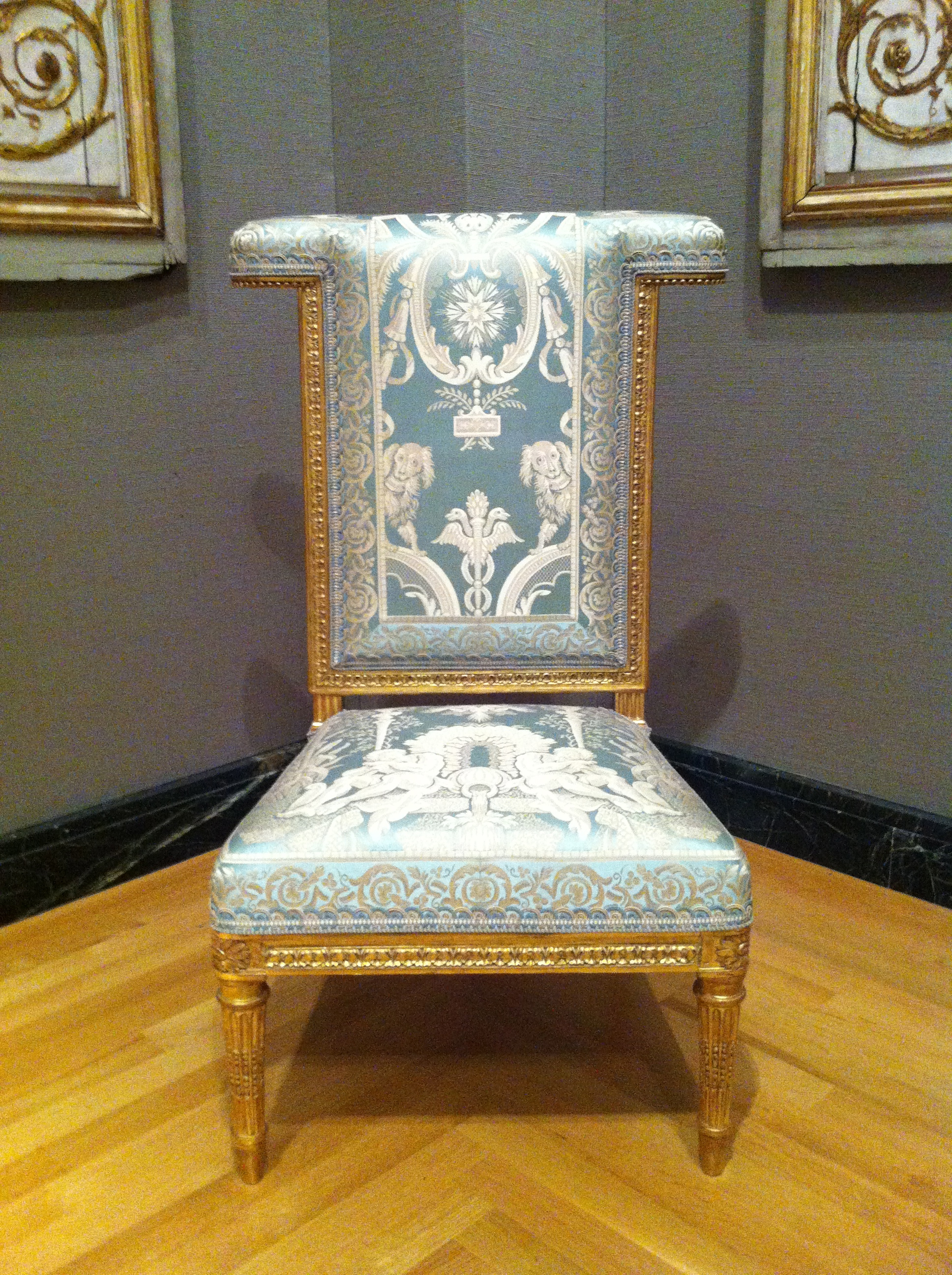
의자, 1787년, 보스턴 미술관 소장
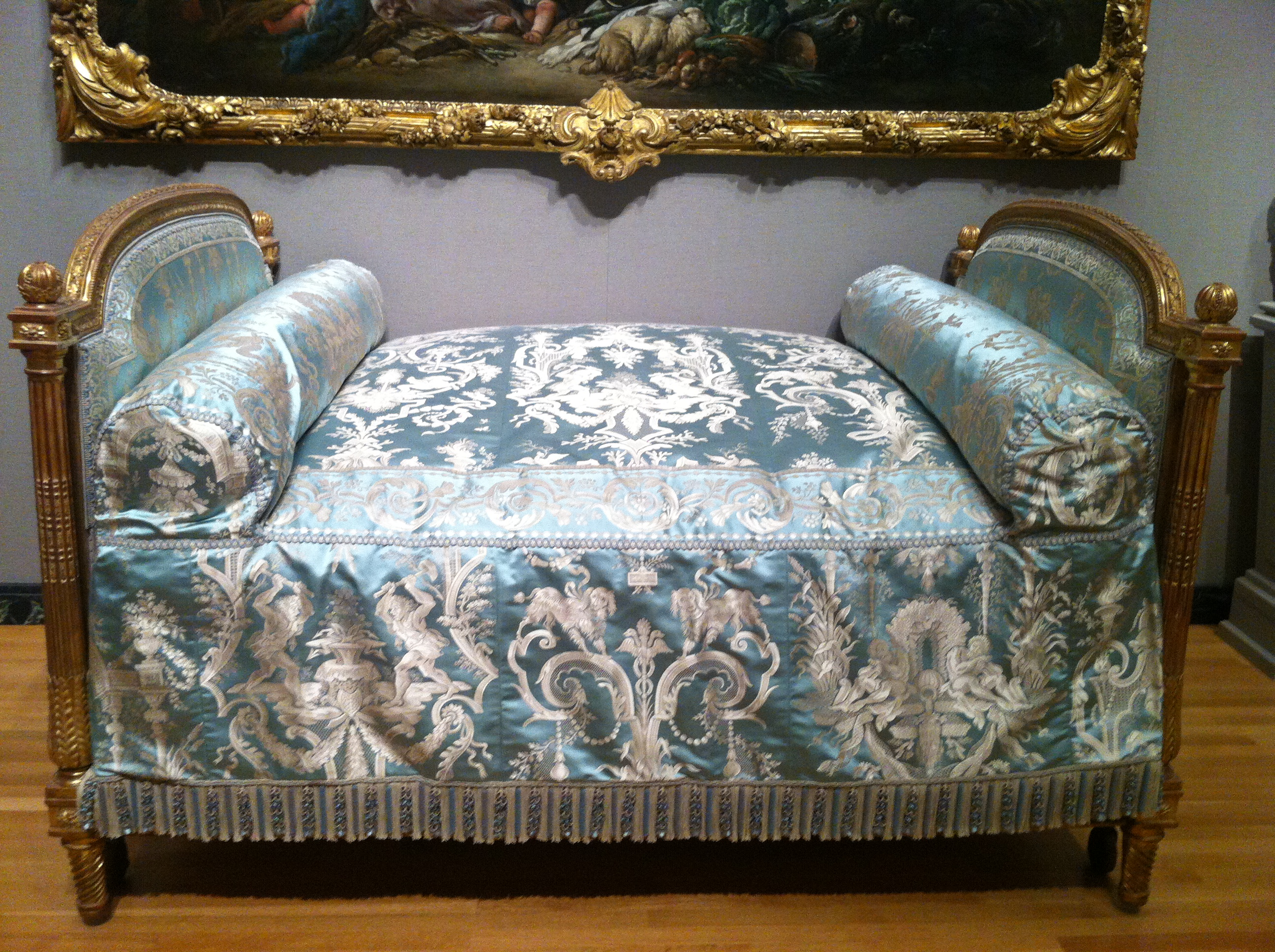
침대, 1787년, 보스턴 미술관 소장
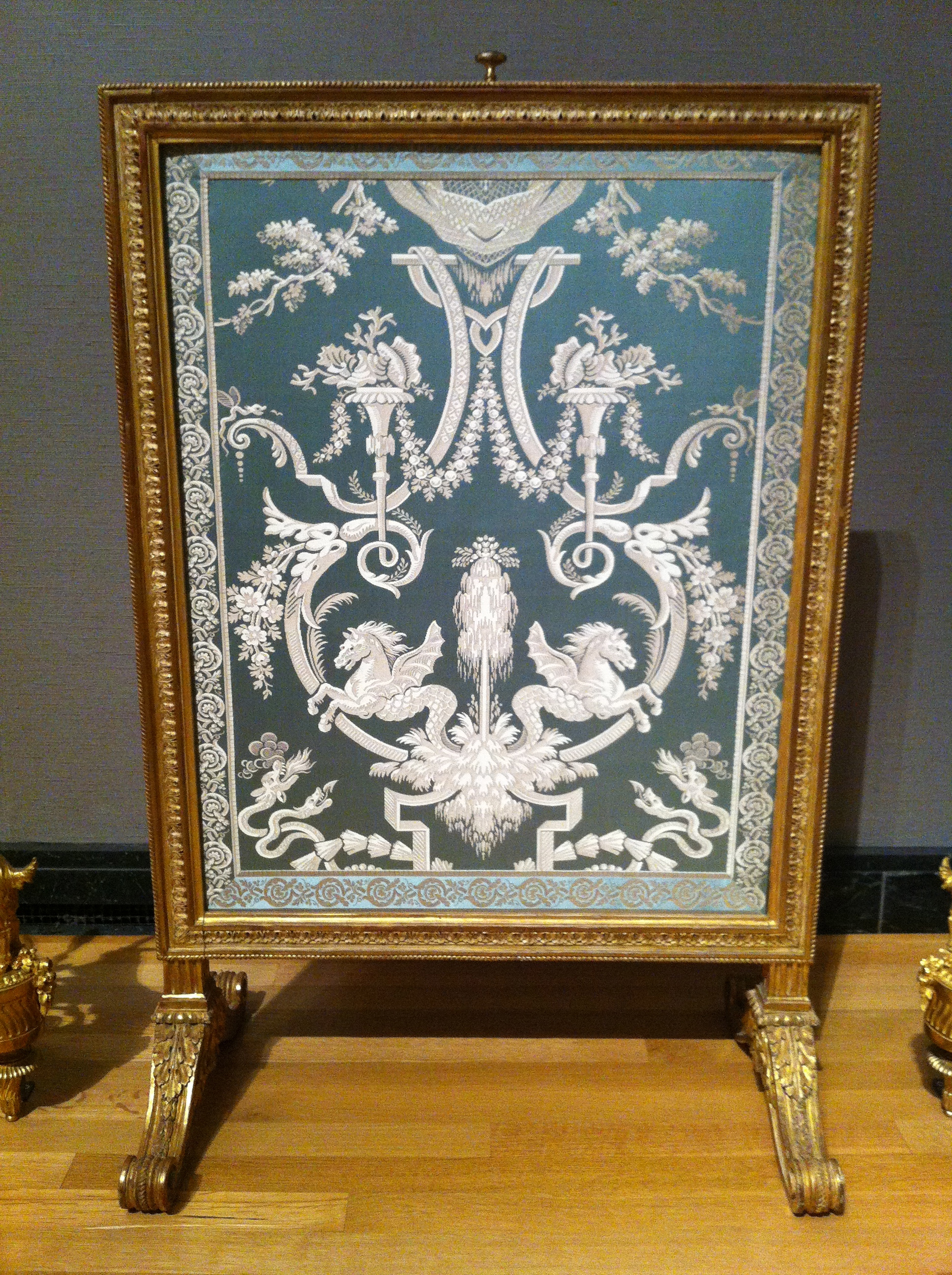
벽난로 스크린, 1787년, 보스턴 미술관 소장
마리 앙투아네트가 사용하던 발받침대, 1786년과 1787년 사이, 클리블랜드 미술관 소장